# هو شولي
هو شولي (بالصينية: 胡舒立)(بالبينيين: Hú Shūlì، من مواليد 1953) هي مؤسسة وناشرة كايكسين. وهي أيضًا أستاذة في كلية الصحافة والاتصالات في جامعة سون يات سين وأستاذ مساعد في كلية الصحافة والاتصالات في جامعة رينمين في الصين.
تعمل السيدة هو عضو في الهيئة الاستشارية لتحرير رويترز وعضو في المجلس الدولي للإعلام التابع للمنتدى الاقتصادي العالمي. وهي عضو مجلس إدارة عالمي في يونايتد واي العالمية وعضو في مجلس أمناء مجموعة الأزمات الدولية.

## الحياة و الوظيفة
وُلدت هو شولي في بكين من سلالة من الصحفيين البارزين: كان جدها، هو تشونغتشي، مترجمًا ومحررًا شهيرًا في شين باو وشقيقها الأكبر هو يوجي (1896-1986)، من أوائل المؤيدين لإصلاح اللغة واستخدام الإسبرانتو والواقعية في الأدب، وشارك في التحرير والنشر. كانت والدتها، هو لينغ شنغ، محررة أولى في صحيفة يوميات العمال الصينية. وكان والدها، كاو كيفنغ، يشغل منصبًا متوسط المستوى في نقابة عمالية.
التحقت هو شوتلي بمدرسة بكين المتوسطة رقم 101 المرموقة. أثارت الثورة الثقافية انتقادات لأسرتها (وُضعت والدتها رهن الإقامة الجبرية). أصبحت من الحرس الأحمر وسافرت في جميع أنحاء البلاد، في محاولة لتثقيف نفسها بأفضل ما تستطيع. بعد عامين انضمت إلى جيش التحرير الشعبي، وعندما استؤنفت الدراسة الجامعية في عام 1978، حصلت على دخول جامعة رينمين الصينية، وتخرجت منها في الصحافة عام 1982. كما درست اقتصاديات التنمية بصفتها زميلة برتبة فارس في الصحافة في جامعة ستانفورد عام 1994 وحصلت على ماجستير إدارة الأعمال التنفيذية من خلال جامعة فوردهام والمركز الصيني للبحوث الاقتصادية بجامعة بكين في عام 2002.
كانت تعمل كمساعد محرر ومراسلة ومحررة دولية في صحيفة يوميات العمال، ثاني أكبر صحيفة في الصين. انضمت إلى مجلة التايمز للأعمال الصينية في عام 1992 كمحررة دولية وأصبحت كبيرة المراسلين في عام 1995، واستقالت في عام 1998 لبدء كايجينغ. بالإضافة إلى ذلك، شغلت منصب مدير الأخبار المالية في تلفزيون فونيكس في عام 2001.
وهي مؤلفة للعديد من الكتب، بما في ذلك New Financial Time وReform Bears No Romance وThe Scenes Behind American Newspapers. وقد تميزت بتصنيفها بين "نجوم آسيا: 50 من طلائع قادة التغييربيزنس ويك. في عام 2006، وصفتها صحيفة فاينانشيال تايمز بأنها واحدة من أقوى المعلقين في الصين، واستشهدت بها وول ستريت جورنال ضمن "عشر نساء يجب متابعتهن" في آسيا.
كانت زميلة فارس للصحافة بجامعة ستانفورد عام 1994. حصلت على جائزة المحرر الدولي للعام 2003 من قبل وورلد برس ريفيو، وجائزة لويس ليون لعام 2007 للضمير والنزاهة في الصحافة من مؤسسة نيمان فاونديشن للصحافة في جامعة هارفارد. حصلت على وسام ميسوري الفخري للخدمة المتميزة في الصحافة من كلية ميسوري للصحافة في عام 2012. صُنفت من بين نساء من مختلف المجالات في 2013 كأفضل 50 شخصية لهذا العام من حيث الإنجاز والتأثير في الأعمال التجارية من قبل فوربس.
صنفتها مجلة فورين بوليسي الأمريكية كواحدة من أفضل 100 مثقف عام في العالم في مايو 2008، جنبًا إلى جنب مع أسماء مثل نعوم تشومسكي وأمبرتو إيكو وسلمان رشدي.
كانت مؤسس مجلة كايجينغ في عام 1998. في نوفمبر 2009، استقالت هو شولي من كايجينغ مع 90٪ من صحفيي كايجينغ، بعد أسابيع قليلة من استقالة دافين وو جوانهوي وما يقرب من 70 موظفًا من قسم الأعمال، وأنشأت مجموعة إعلامية جديدة، كايكسين ميديا وعملت كرئيسة تحرير.

## التميز
في عام 2017، تم اختيار هو شولي كواحدة من أعظم قادة العالم من قبل فورتجن. في عام 2016، حصلت على درجة الدكتوراه الفخرية من جامعة برينستون. حصلت على جائزة رامون ماجسايساي في عام 2014 وميدالية ميسوري للخدمة المتميزة في الصحافة في عام 2012. أدرجت هو ضمن أفضل 100 شخصية مؤثرة لعام 2011 من قبل مجلة تايم. اختيرت مرتين كواحدة من أفضل 100 مفكر عالمي من قبل مجلة فورين بوليسي في عامي 2009 و2010. فاز فريق تحرير سايكشن تحت قيادتها بجائزة شورنستين للصحافة لعام 2011 من جامعة ستانفورد.
في عام 2011، فازت بجائزة هسينغ يون للصحافة من تايوان.في عام 2007، حصلت على جائزة لويس ليونز للضمير والنزاهة في الصحافة من مؤسسة نيمان في جامعة هارفارد. في عام 2006، وصفتها صحيفة فاينانشيال تايمز بأنها أقوى معلق في الصين، واستشهدت بها وول ستريت جورنال باعتبارها واحدة من عشر نساء في آسيا يجب متابعتهن. حصلت السيدة هيو على لقب المحرر الدولي لهذا العام من قبل مجلة وورلد برس ريفيو في عام 2003 وواحدة من خمسين نجمة آسيا في مجلة بيزنس ويك في عام 2001.

## روابط خارجية
- فيديو هو شولي من إنتاج Makers: Women Who Make America
- مقتطفات من خطاب هو شولي في جامعة هونغ كونغ، IMC 2010
- هو شولي في مؤتمر الاتصالات الأوروبي 2012
- جوائز Ramon Magsaysay لعام 2014 قراءة اقتباس من السيدة Hu Shuli، الصين، الحائزة على الجائزة]
- دافوس 2016 - سياق الأعمال في الصين